# Agnes von Staufen († 1184)

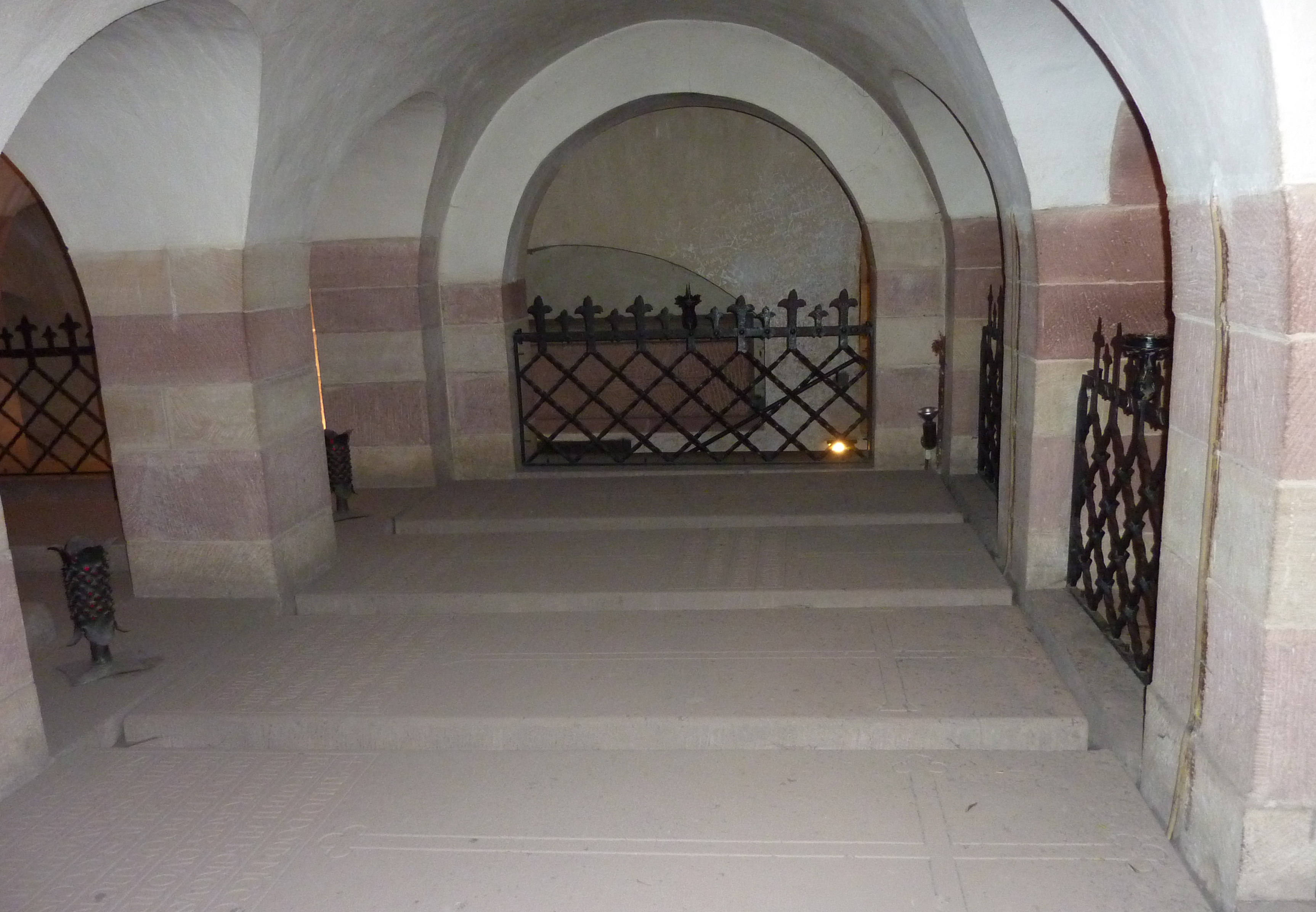
Kaisergruft im Speyerer Dom. Im hintersten Grab direkt vor dem Gitter ist Agnes’ Bruder König Philipp von Schwaben bestattet. In dem Grab davor liegt Agnes mit ihrer Mutter, der Kaiserin Beatrix von Burgund.

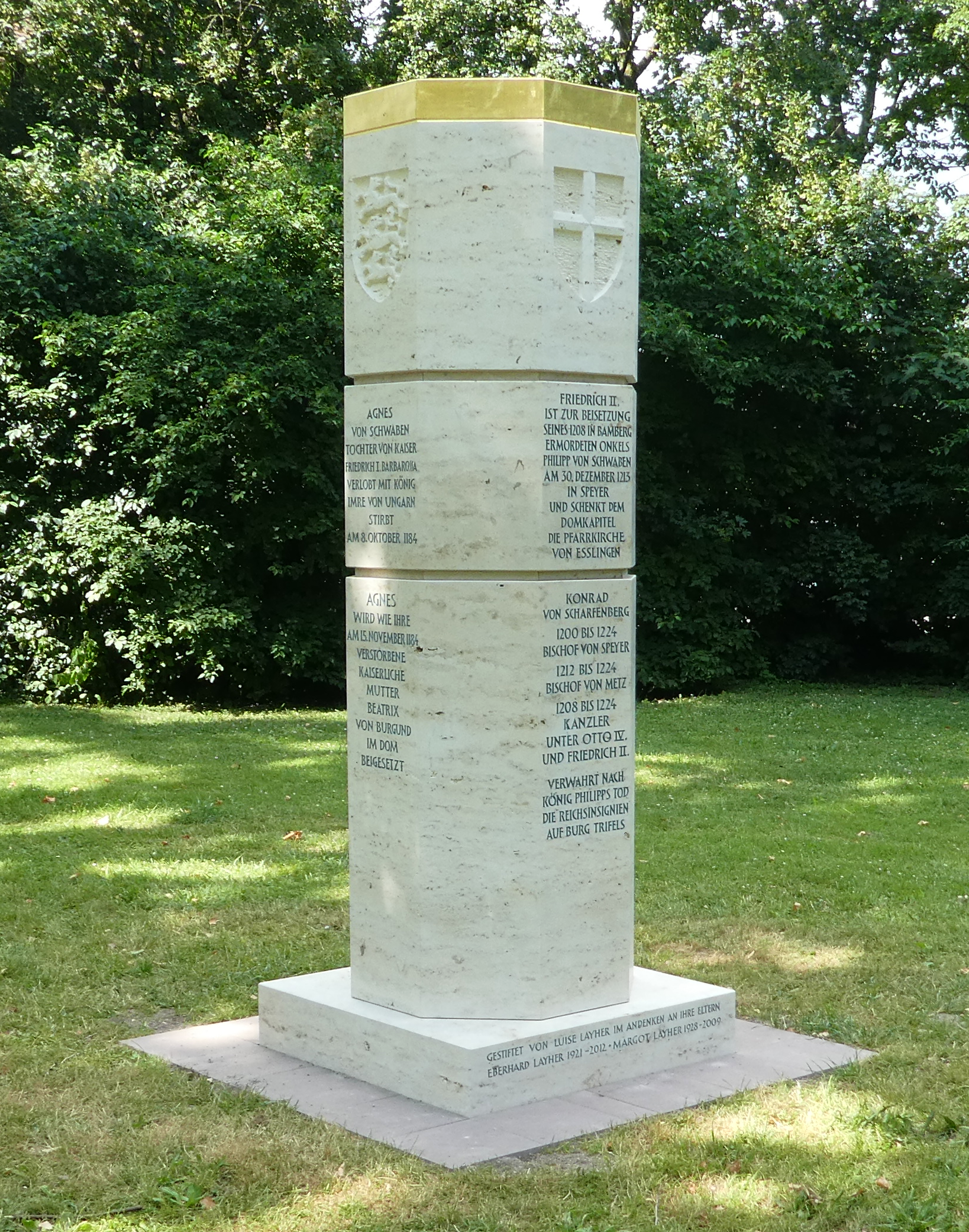
Stauferstele beim Speyerer Dom mit Inschrift zu Agnes von Staufen (linke Seite).

Agnes von Staufen († 8. Oktober 1184) war eine Tochter von Kaiser Friedrich I. Barbarossa und Beatrix von Burgund.
Man weiß von ihr nur, dass sie Agnes hieß, wohl das jüngste von elf Kindern des Kaiserpaars war und daher nach 1177 geboren sein muss, als kleines Kind mit einem Sohn von König Béla III. von Ungarn verlobt wurde, am 8. Oktober 1184 starb, als einziges Kind im Königschor des Speyerer Doms bestattet wurde und dort seit 1902 zusammen mit ihrer Mutter in einem Grab in der Königs- und Kaisergruft liegt.
Den Marbacher Annalen ist zu entnehmen, dass 1184 kurz vor dem Tod der Kaiserin Beatrix eine mit einem Sohn des ungarischen Königs verlobte Tochter des Kaisers gestorben sei. Die Chronik des Petersklosters in Erfurt berichtet zum selben Jahr, dass die Kaiserin mit einer Tochter, die mit einem auch in dieser Quelle nicht beim Namen genannten Sohn des ungarischen Königs verlobt war und noch parvula (= sehr klein, sehr jung) gewesen sei, gestorben und in Speyer bestattet worden sei.
König  Béla III. von Ungarn hatte zu dieser Zeit zwei Söhne: den zehnjährigen späteren Thronfolger  Emmerich und den zwei oder drei Jahre jüngeren Andreas. Es ist zu vermuten, dass Agnes als Tochter des römisch-deutschen Kaisers mit dem erstgeborenen und 1182 zum Mitkönig gekrönten Emmerich verlobt war. Die Verlobung wird nach 1180 zu datieren sein, denn der Codex des Stift Zwettl berichtet, dass Barbarossa und Béla sich damals wegen der Verheiratung ihrer Kinder zusammengetan hätten. Für das von Hansmartin Decker-Hauff genannte Verlobungsjahr 1183 existieren keine Quellen.
Ihren Namen und ihr genaues Sterbedatum berichtet Johann Seffried. In der Chronik der Bischöfe von Speyer schreibt er um 1468, dass im Jahre 1309 bei der Bestattung von König Adolf von Nassau in einem bereits vorhandenen Grab im Königschor des Speyerer Doms dort in einer kleinen Kapsel der Leichnam eines kleinen Mädchens gefunden wurde. Laut Inschrift waren dies die sterblichen Überreste einer Tochter von Kaiser Friedrich I. namens Agnes, die an einem 8. Oktober gestorben sei. Von 1309 bis 1902, als die Königs- und Kaisergruft unter dem Königschor gebaut wurde und Agnes in ein Doppelgrab zu ihrer Mutter umgebettet wurde, lagen Adolf von Nassau und Agnes im selben Grab.
Da Agnes in dieser Quelle von Johann Seffried mit puellula (= Verkleinerungsform von Mädchen) und ihr Leichnam als corpusculum (= Körperchen) bezeichnet wird, ist anzunehmen, dass sie nach ihrem Anfang 1177 geborenen Bruder Philipp von Schwaben auf die Welt kam. Bei ihrem Tod wird sie ein Kleinkind von höchstens sechs Jahren gewesen sein. Eine Verlobung im frühen Kindesalter war im Hochmittelalter aber keine Seltenheit. Ein Geburtsjahr zwischen 1169 und 1174, wie von Hansmartin Decker-Hauff angesetzt, ist unplausibel, weil ein zehn- bis fünfzehnjähriges Mädchen nicht mit sehr klein, kleines Mädchen und Körperchen bezeichnet worden wäre.
In zwei englischen Chroniken wird eine Tochter von Friedrich I. Barbarossa erwähnt, die in der zweiten Jahreshälfte 1184 dem damals 26-jährigen Richard Löwenherz, Graf von Poitou und Sohn des englischen Königs Heinrich II., zur Ehefrau gegeben wurde. Allerdings starb die Braut, deren Name nicht überliefert ist, noch im selben Jahr. Laut Decker-Hauff soll es sich dabei um Agnes gehandelt haben, deren ungarische Verlobung im Jahre 1184 gelöst worden sei. Dem steht entgegen, dass für einen 26-Jährigen, der sich in damaliger Zeit dringend um Nachkommen bemühen musste, ein Kleinkind als Braut nutzlos gewesen wäre. Außerdem gibt es keinerlei Quellen, aus denen eine Lösung der Verlobung von Agnes und Emmerich hervorgeht, die ja auch weder für Barbarossa, noch für Béla politisch opportun gewesen wäre. Die englische und die ungarische Eheabsprache sind ohne Zweifel auf zwei verschiedene Töchter Barbarossas zu beziehen, die beide 1184 starben. Es ist anzunehmen, dass die Geburt der mit Richard Löwenherz verbundenen Tochter in der Reihe der Kinder des Kaisers im Oktober/November 1168 einzuordnen ist und sie in einem für die damalige Zeit üblichen heiratsfähigen Alter von sechzehn Jahren war.
Agnes sterbliche Reste liegen seit 1902 in der damals unter dem Königschor des Speyerer Doms eingebauten Königs- und Kaisergruft unter einer neuzeitlichen Grabplatte zusammen mit ihrer Mutter Beatrix, die am  15. November 1184 nur wenige Wochen nach ihr starb. Ihre ursprüngliche Bestattung im Jahre 1184 in einem Einzelgrab neben ihrer Mutter steht im krassen Widerspruch zur im Königschor des Speyerer Doms ausgeübten Bestattungspraxis. Denn sie ist das einzige Kind an einem Ort, wo ansonsten nur Könige, Kaiser und Kaiserinnen bestattet sind.
Seit Juni 2018 erinnert im nördlichen oberen Domgarten auf Höhe der Afra-Kapelle des Speyerer Doms eine Stauferstele von Markus Wolf an das Mädchen. Die Inschrift lautet:

„Agnes von Schwaben, Tochter von Kaiser Friedrich I. Barbarossa, verlobt mit König Imre von Ungarn, stirbt am 8. Oktober 1184. Agnes wird wie ihre am 15. November 1184 verstorbene kaiserliche Mutter Beatrix von Burgund im Dom beigesetzt.“